# Saint-Médard (Haute-Garonne)
Pour les articles homonymes, voir Saint-Médard.
Saint-Médard est une commune française située dans l'ouest du département de la Haute-Garonne, en région Occitanie.
Sur le plan historique et culturel, la commune est dans le pays de Comminges, correspondant à l’ancien comté de Comminges, circonscription de la province de Gascogne située sur les départements actuels du Gers, de la Haute-Garonne, des Hautes-Pyrénées et de l'Ariège. Exposée à un climat océanique altéré, elle est drainée par le Jô, le Soumès et par divers autres petits cours d'eau. La commune possède un patrimoine naturel remarquable composé d'une zone naturelle d'intérêt écologique, faunistique et floristique.
Saint-Médard est une commune rurale qui compte 224 habitants en 2022. Elle fait partie de l'aire d'attraction de Saint-Gaudens..

## Géographie

### Localisation
La commune de Saint-Médard se trouve dans le département de la Haute-Garonne, en région Occitanie.
Elle se situe à 72 km à vol d'oiseau de Toulouse, préfecture du département, à 9 km de Saint-Gaudens, sous-préfecture, et à 42 km de Bagnères-de-Luchon, bureau centralisateur du canton de Bagnères-de-Luchon dont dépend la commune depuis 2015 pour les élections départementales.
La commune fait en outre partie du bassin de vie de Saint-Gaudens.
Les communes les plus proches sont : 
Castillon-de-Saint-Martory (2,1 km), Labarthe-Inard (2,2 km), Savarthès (2,5 km), Sepx (3,0 km), Beauchalot (3,6 km), Landorthe (4,1 km), Proupiary (4,2 km), Estancarbon (4,8 km).

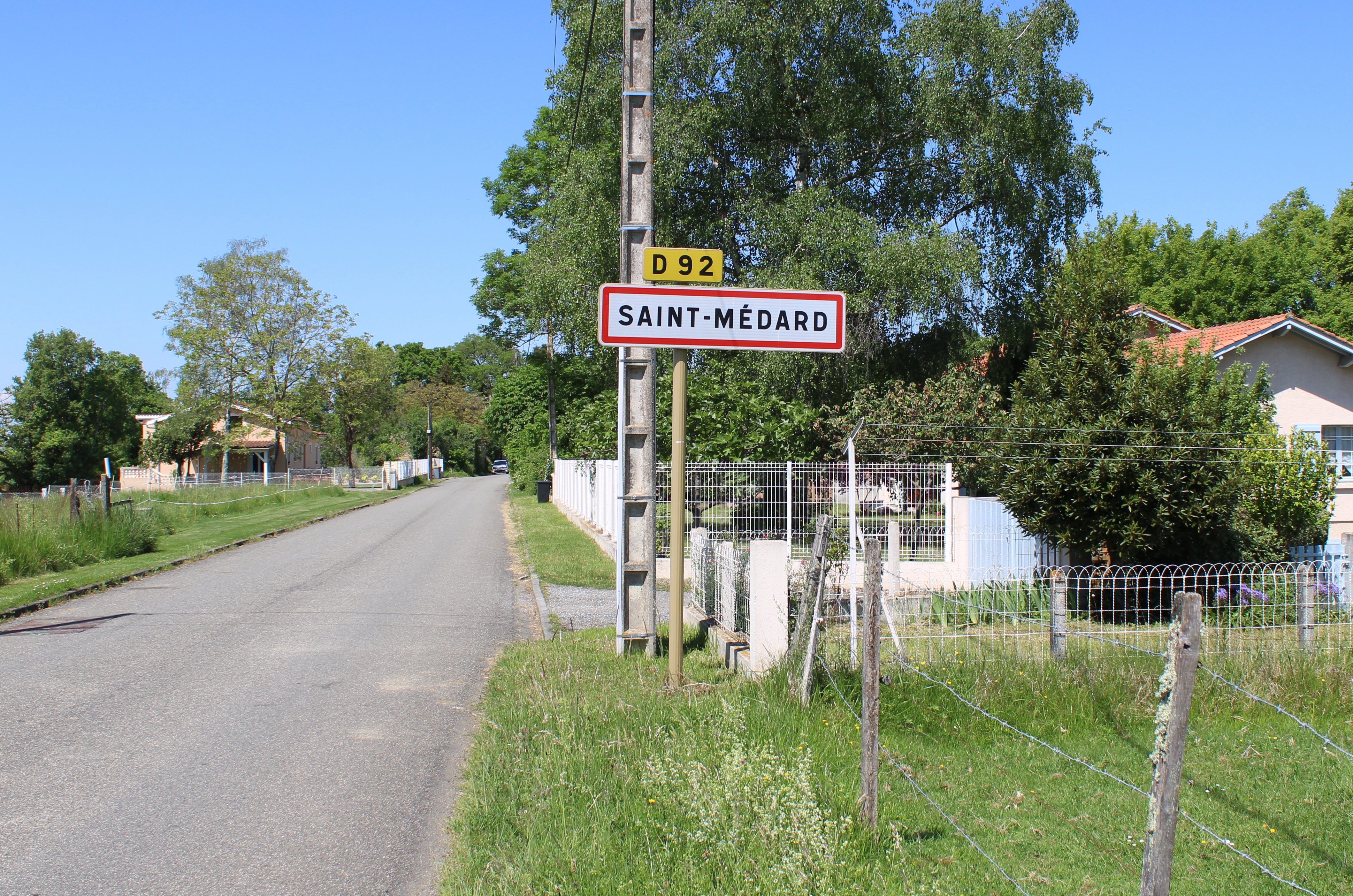
Entrée de la commune.

Sur le plan historique et culturel, Saint-Médard fait partie du pays de Comminges, correspondant à l’ancien comté de Comminges, circonscription de la province de Gascogne située sur les départements actuels du Gers, de la Haute-Garonne, des Hautes-Pyrénées et de l'Ariège.
Saint-Médard est limitrophe de cinq autres communes.
Les communes limitrophes sont  Beauchalot, Castillon-de-Saint-Martory, Labarthe-Inard, Landorthe et Savarthès.
|           | Castillon-de-Saint-Martory |            |
| Landorthe | Saint-Médard               | Beauchalot |
| Savarthès | Labarthe-Inard             |            |

### Géologie et relief
La superficie de la commune est de 532 hectares ; son altitude varie de 322  à   441 mètres.

### Hydrographie

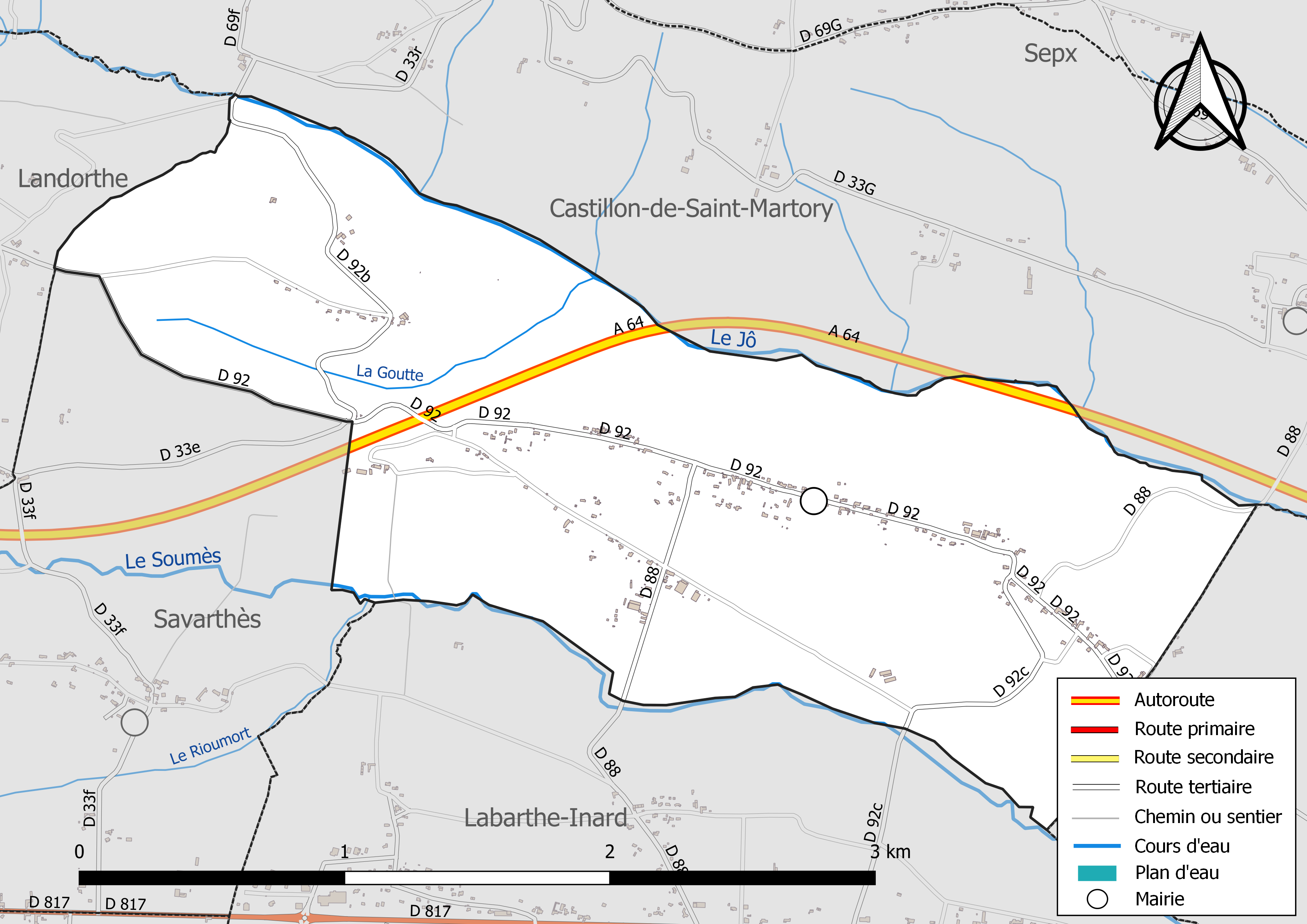
Réseaux hydrographique et routier de Saint-Médard.

La commune est dans le bassin de la Garonne, au sein du bassin hydrographique Adour-Garonne. Elle est drainée par le Jô, le Soumès, la Goutte, le Rioumort et par divers petits cours d'eau, constituant un réseau hydrographique de 7 km de longueur totale,.
Le Jô, d'une longueur totale de 17,3 km, prend sa source dans la commune de Saint-Gaudens et s'écoule d'ouest en est. Il traverse la commune et se jette dans la Garonne à Lestelle-de-Saint-Martory, après avoir traversé 7 communes.
Le Soumès, d'une longueur totale de 17,1 km, prend sa source dans la commune de Saint-Gaudens et s'écoule d'ouest en est. Il traverse la commune et se jette dans la Garonne à Beauchalot, après avoir traversé 6 communes.

### Climat
Pour des articles plus généraux, voir Climat de l'Occitanie et Climat de la Haute-Garonne.
En 2010, le climat de la commune est de type climat océanique altéré, selon une étude s'appuyant sur une série de données couvrant la période 1971-2000. En 2020, Météo-France publie une typologie des climats de la France métropolitaine dans laquelle la commune est exposée à un climat de montagne ou de marges de montagne et est dans la région climatique Pyrénées centrales, caractérisée par une pluviométrie annuelle de 1 000 à 1 200 mm.
Pour la période 1971-2000, la température annuelle moyenne est de 12,3 °C, avec une amplitude thermique annuelle de 14,9 °C. Le cumul annuel moyen de précipitations est de 874 mm, avec 9,5 jours de précipitations en janvier et 6,6 jours en juillet. Pour la période 1991-2020, la température moyenne annuelle observée sur la station météorologique la plus proche, située sur la commune de Clarac à 17 km à vol d'oiseau, est de 12,5 °C et le cumul annuel moyen de précipitations est de 804,9 mm,. Pour l'avenir, les paramètres climatiques de la commune estimés pour 2050 selon différents scénarios d'émission de gaz à effet de serre sont consultables sur un site dédié publié par Météo-France en novembre 2022.

### Milieux naturels et biodiversité

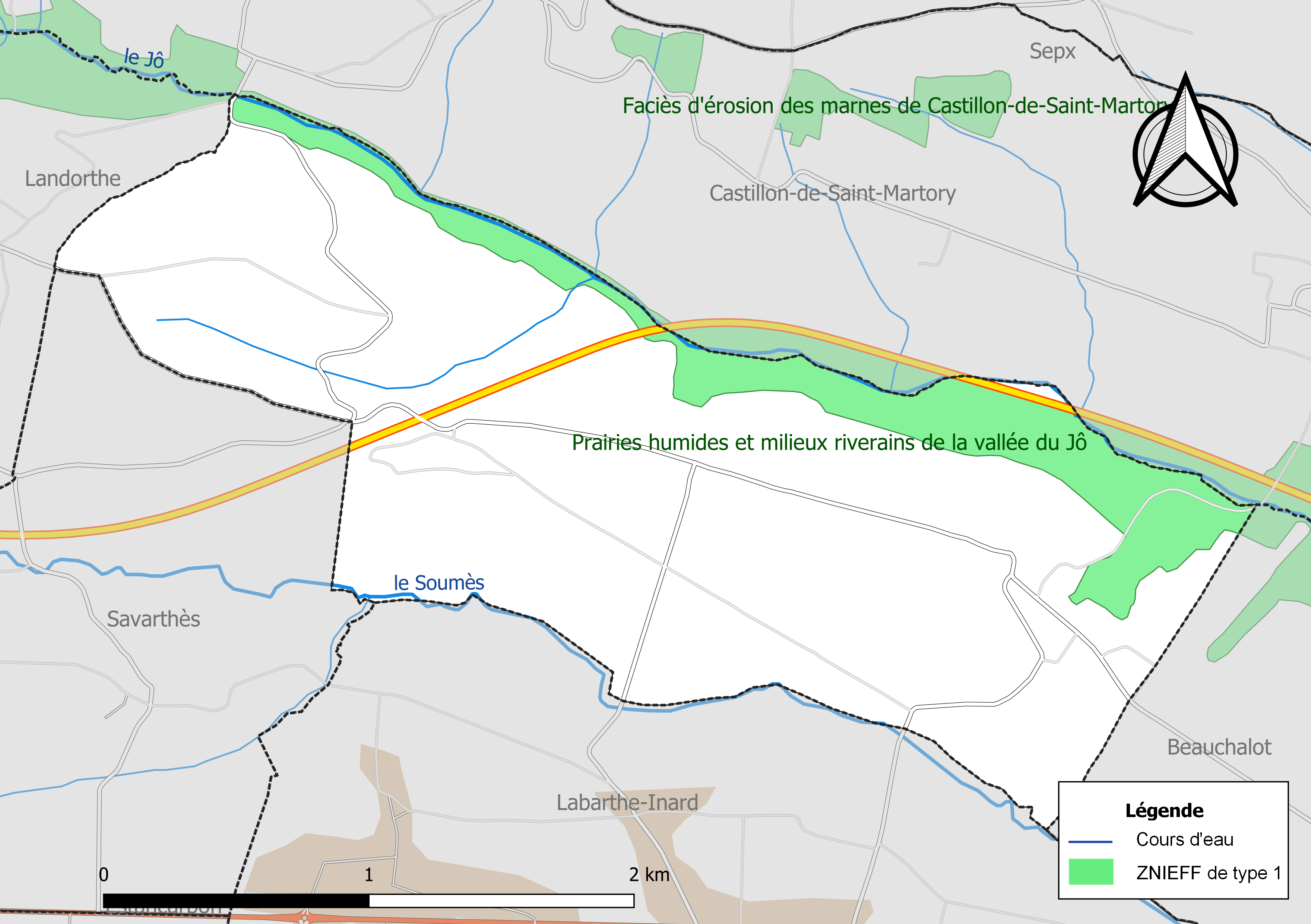
Carte de la ZNIEFF de type 1 localisée sur la commune.

L’inventaire des zones naturelles d'intérêt écologique, faunistique et floristique (ZNIEFF) a pour objectif de réaliser une couverture des zones les plus intéressantes sur le plan écologique, essentiellement dans la perspective d’améliorer la connaissance du patrimoine naturel national et de fournir aux différents décideurs un outil d’aide à la prise en compte de l’environnement dans l’aménagement du territoire.
Une ZNIEFF de type 1 est recensée sur la commune :
les « prairies humides et milieux riverains de la vallée du Jô » (468 ha), couvrant 7 communes du département.

## Urbanisme

### Typologie
Au 1er janvier 2024, Saint-Médard est catégorisée commune rurale à habitat très dispersé, selon la nouvelle grille communale de densité à sept niveaux définie par l'Insee en 2022.
Elle est située hors unité urbaine. Par ailleurs la commune fait partie de l'aire d'attraction de Saint-Gaudens, dont elle est une commune de la couronne,. Cette aire, qui regroupe 85 communes, est catégorisée dans les aires de moins de 50 000 habitants,.

### Occupation des sols
L'occupation des sols de la commune, telle qu'elle ressort de la base de données européenne d’occupation biophysique des sols Corine Land Cover (CLC), est marquée par l'importance des territoires agricoles (84,3 % en 2018), en diminution par rapport à 1990 (90,9 %). La répartition détaillée en 2018 est la suivante : 
prairies (36,2 %), zones agricoles hétérogènes (28 %), terres arables (20,1 %), forêts (9,1 %), zones urbanisées (6,6 %). L'évolution de l’occupation des sols de la commune et de ses infrastructures peut être observée sur les différentes représentations cartographiques du territoire : la carte de Cassini (XVIIIe siècle), la carte d'état-major (1820-1866) et les cartes ou photos aériennes de l'IGN pour la période actuelle (1950 à aujourd'hui).

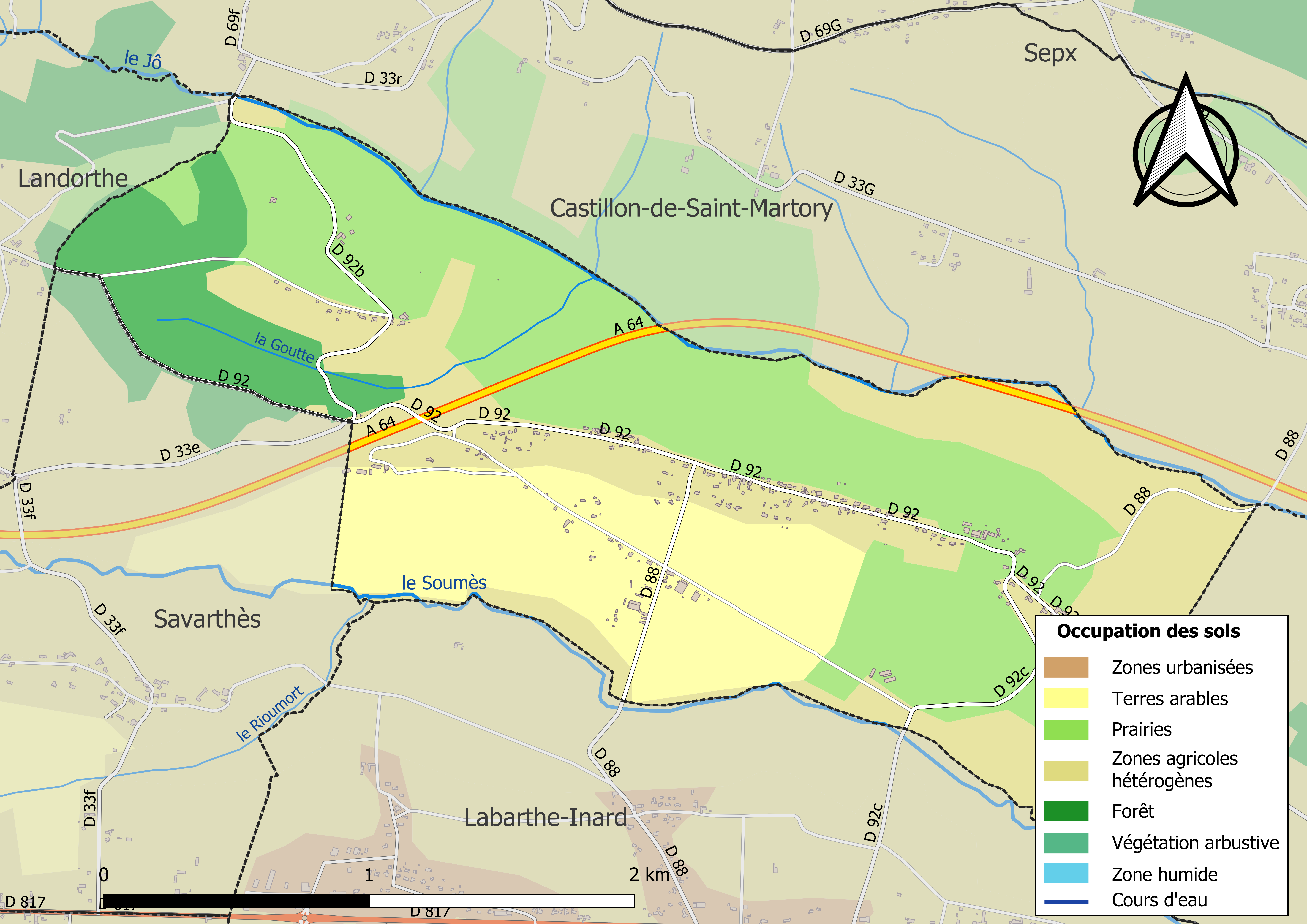
Carte des infrastructures et de l'occupation des sols de la commune en 2018 (CLC).

### Voies de communication et transports
Accès par l'autoroute A64 sortie no 19 ou sortie no 18.

### Risques majeurs
Le territoire de la commune de Saint-Médard est vulnérable à différents aléas naturels : météorologiques (tempête, orage, neige, grand froid, canicule ou sécheresse) et séisme (sismicité modérée). Un site publié par le BRGM permet d'évaluer simplement et rapidement les risques d'un bien localisé soit par son adresse soit par le numéro de sa parcelle.

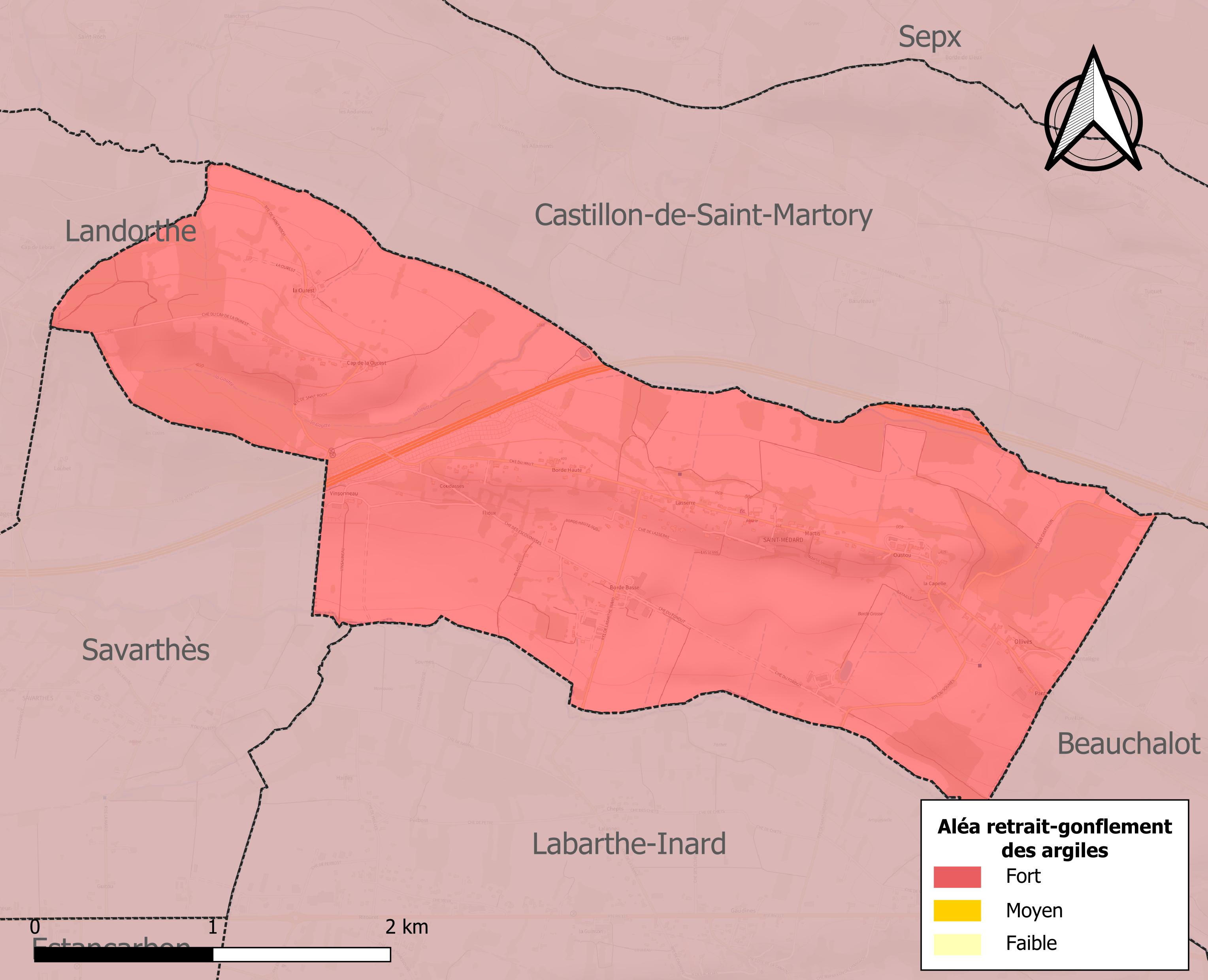
Carte des zones d'aléa retrait-gonflement des sols argileux de Saint-Médard.

Le retrait-gonflement des sols argileux est susceptible d'engendrer des dommages importants aux bâtiments en cas d’alternance de périodes de sécheresse et de pluie. La totalité de la commune est en aléa moyen ou fort (88,8 % au niveau départemental et 48,5 % au niveau national). Sur les 130 bâtiments dénombrés sur la commune en 2019, 130 sont en aléa moyen ou fort, soit 100 %, à comparer aux 98 % au niveau départemental et 54 % au niveau national. Une cartographie de l'exposition du territoire national au retrait gonflement des sols argileux est disponible sur le site du BRGM,.
Par ailleurs, afin de mieux appréhender le risque d’affaissement de terrain, l'inventaire national des cavités souterraines permet de localiser celles situées sur la commune.
Concernant les mouvements de terrains, la commune a été reconnue en état de catastrophe naturelle au titre des dommages causés par la sécheresse en 1989, 1992 et 2003 et par des mouvements de terrain en 1999.

## Toponymie
Durant la Révolution, la commune porte les noms de Haute-Rive et Haute-Vue.
Ses habitants sont appelés les Saint-Médardois.

## Politique et administration

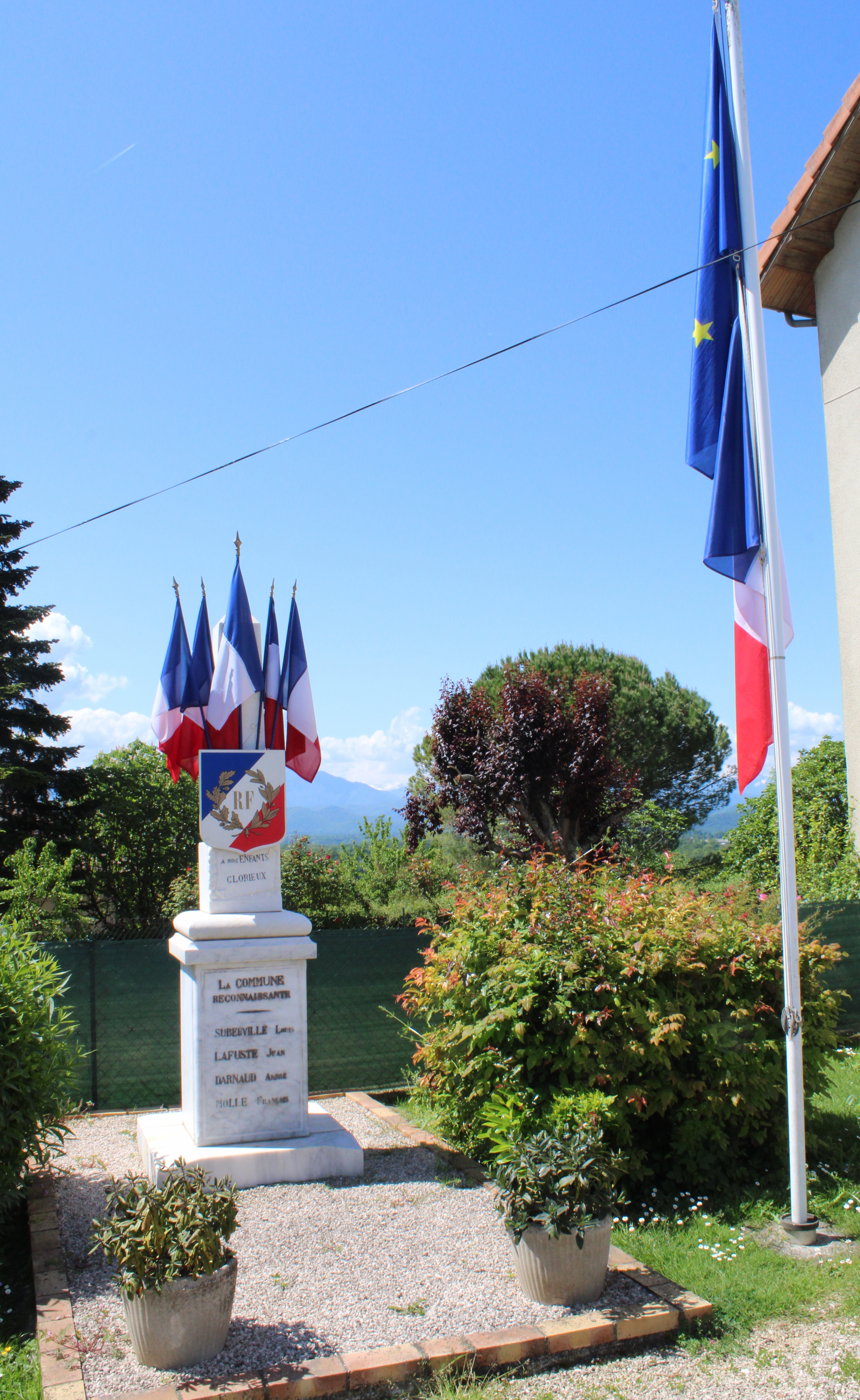
Le monument aux morts.

### Administration municipale
Le nombre d'habitants au recensement de 2017 étant compris entre 100 et 499, le nombre de membres du conseil municipal pour l'élection de 2020 est de onze,.

### Rattachements administratifs et électoraux
Commune faisant partie de la huitième circonscription de la Haute-Garonne, de la communauté de communes Cagire-Garonne-Salat et du canton de Bagnères-de-Luchon (avant le redécoupage départemental de 2014, Saint-Médard faisait partie de l'ex-canton de Saint-Martory) ainsi que de la communauté de communes du canton de Saint-Martory.

### Liste des maires
| Période                                  | Période          | Identité             | Étiquette | Qualité |
| ---------------------------------------- | ---------------- | -------------------- | --------- | --- |
| 1974                                     | 27 décembre 2023 | Raymond Nomdedeu     |           | Président de la CC du canton de Saint-Martory (2008-2016). À son décès, Jean-Pierre Barutaut assure la transition à la fonction de maire. |
| 2024                                     | En cours         | Jean-Pierre Barutaut |           | |
| Les données manquantes sont à compléter. |                  |                      |           | |

## Population et société

### Démographie
| 1793 | 1800 | 1806 | 1821 | 1831 | 1836 | 1841 | 1846 | 1851 |
| ---- | ---- | ---- | ---- | ---- | ---- | ---- | ---- | ---- |
| 200  | 215  | 230  | 219  | 269  | 275  | 303  | 320  | 320  |

| 1856 | 1861 | 1866 | 1872 | 1876 | 1881 | 1886 | 1891 | 1896 |
| ---- | ---- | ---- | ---- | ---- | ---- | ---- | ---- | ---- |
| 277  | 270  | 281  | 302  | 305  | 250  | 212  | 230  | 206  |

| 1901 | 1906 | 1911 | 1921 | 1926 | 1931 | 1936 | 1946 | 1954 |
| ---- | ---- | ---- | ---- | ---- | ---- | ---- | ---- | ---- |
| 214  | 198  | 208  | 171  | 165  | 173  | 161  | 166  | 161  |

| 1962 | 1968 | 1975 | 1982 | 1990 | 1999 | 2005 | 2006 | 2010 |
| ---- | ---- | ---- | ---- | ---- | ---- | ---- | ---- | ---- |
| 140  | 148  | 154  | 185  | 232  | 235  | 201  | 199  | 210  |

| 2015 | 2020 | 2022 | - | - | - | - | - | - |
| ---- | ---- | ---- | - | - | - | - | - | - |
| 221  | 224  | 224  | - | - | - | - | - | - |

### Enseignement
Saint-Médard fait partie de l'académie de Toulouse.

### Activités sportives
Randonnée pédestre, centre équestre,

## Économie

### Revenus
En 2018  (données Insee publiées en septembre 2021), la commune compte 99 ménages fiscaux, regroupant 217 personnes. La médiane du revenu disponible par unité de consommation est de 21 670 € (23 140 € dans le département).

### Emploi
|                | 2008  | 2013  | 2018  |
| -------------- | ----- | ----- | ----- |
| Commune        | 4,7 % | 7,4 % | 8,1 % |
| Département    | 7,7 % | 9,6 % | 9,3 % |
| France entière | 8,3 % | 10 %  | 10 %  |

En 2018, la population âgée de 15 à 64 ans s'élève à 135 personnes, parmi lesquelles on compte 69,1 % d'actifs (61 % ayant un emploi et 8,1 % de chômeurs) et 30,9 % d'inactifs,. Depuis 2008, le taux de chômage communal (au sens du recensement) des 15-64 ans est inférieur à celui de la France et du département.
La commune fait partie de la couronne de l'aire d'attraction de Saint-Gaudens, du fait qu'au moins 15 % des actifs travaillent dans le pôle,. Elle compte 23 emplois en 2018, contre 36 en 2013 et 33 en 2008. Le nombre d'actifs ayant un emploi résidant dans la commune est de 85, soit un indicateur de concentration d'emploi de 26,9 % et un taux d'activité parmi les 15 ans ou plus de 49,7 %.
Sur ces 85 actifs de 15 ans ou plus ayant un emploi, 9 travaillent dans la commune, soit 11 % des habitants. Pour se rendre au travail, 91,9 % des habitants utilisent un véhicule personnel ou de fonction à quatre roues, 2,3 % les transports en commun, 4,7 % s'y rendent en deux-roues, à vélo ou à pied et 1,2 % n'ont pas besoin de transport (travail au domicile).

### Activités hors agriculture
12 établissements sont implantés  à Saint-Médard au 31 décembre 2019.
Le secteur de la construction est prépondérant sur la commune puisqu'il représente 50 % du nombre total d'établissements de la commune (6 sur les 12 entreprises implantées  à Saint-Médard), contre 12 % au niveau départemental.

### Agriculture
|               | 1988 | 2000 | 2010 | 2020 |
| ------------- | ---- | ---- | ---- | ---- |
| Exploitations | 12   | 9    | 6    | 5    |
| SAU (ha)      | 409  | 347  | 355  | 363  |

La commune est dans les « Coteaux de Gascogne », une petite région agricole occupant une partie ouest du département de la Haute-Garonne, constitué d'un relief de cuestas et de vallées peu profondes, creusés par les rivières issues du massif pyrénéen, avec une activité de polyculture et d’élevage. En 2020, l'orientation technico-économique de l'agriculture  sur la commune est l'élevage bovin, orientation mixte lait et viande. Cinq exploitations agricoles ayant leur siège dans la commune sont dénombrées lors du recensement agricole de 2020 (12 en 1988). La superficie agricole utilisée est de 363 ha,,.

## Culture locale et patrimoine

### Lieux et monuments
- Tombe de Jean Suberville.
- Fermes de Borde-Haute et Borde-Basse.

### L'église Saint-Laurent

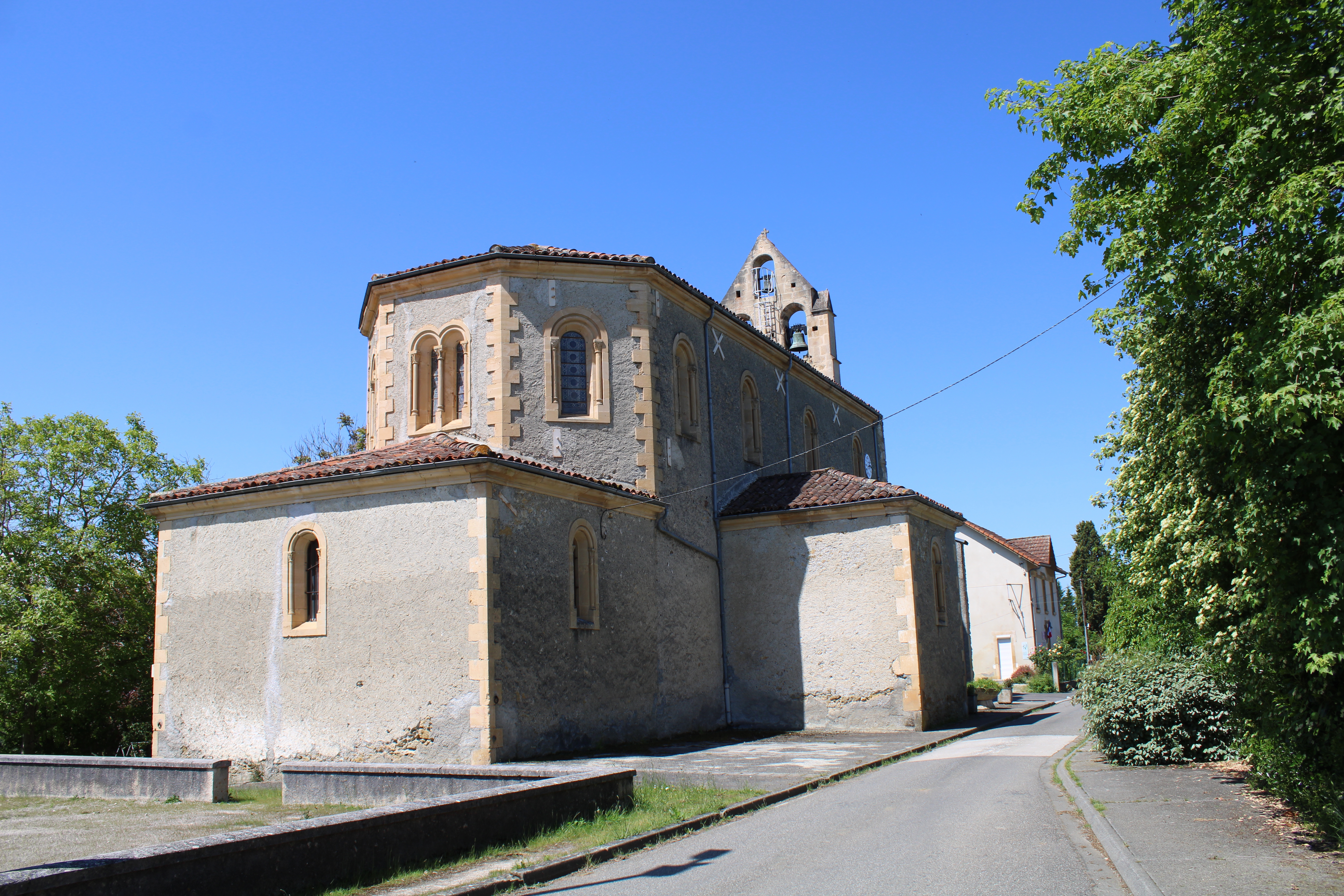
Vue du chevet.
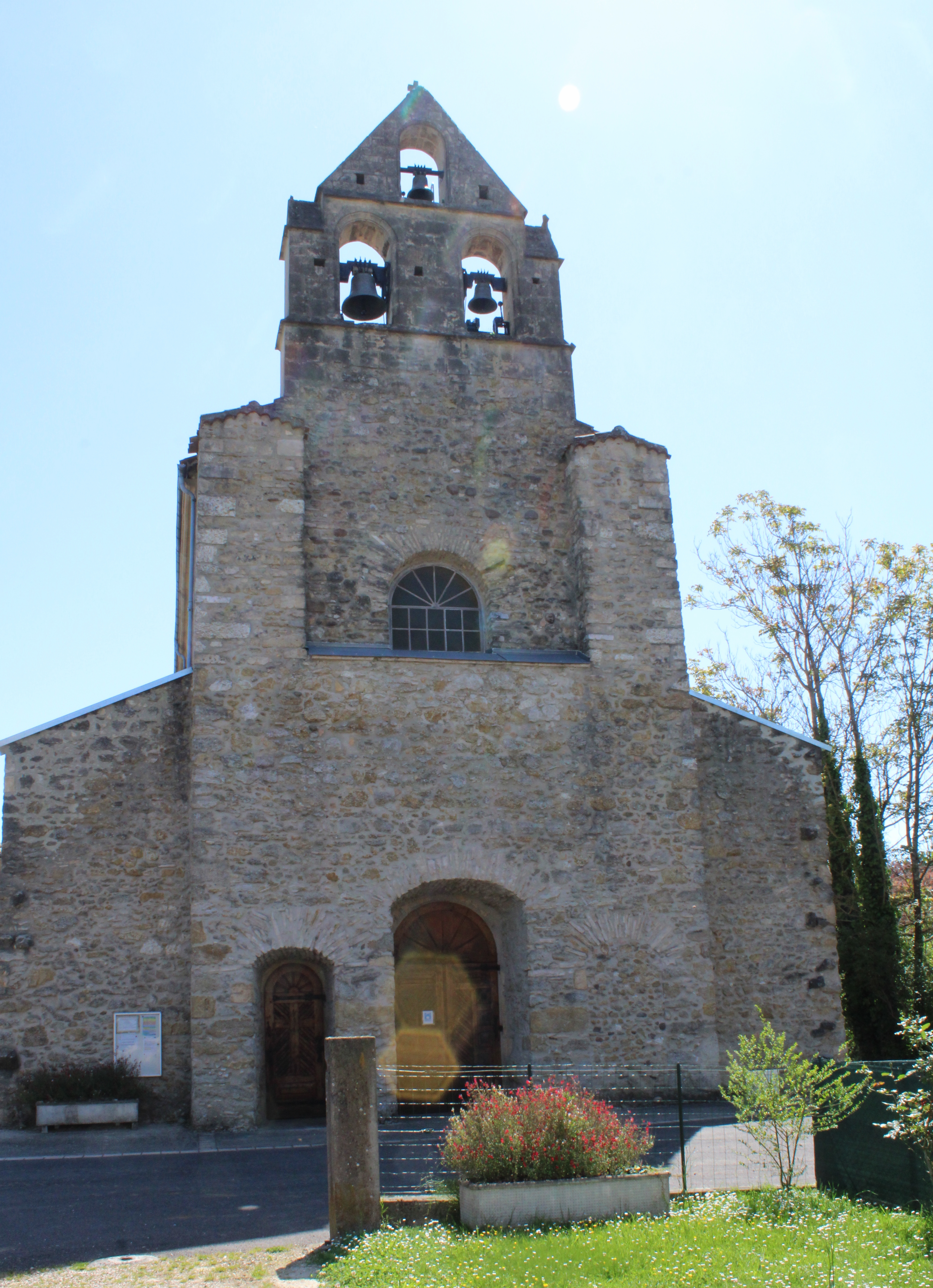
Façade de l'église avec son clocher-mur à trois baies.
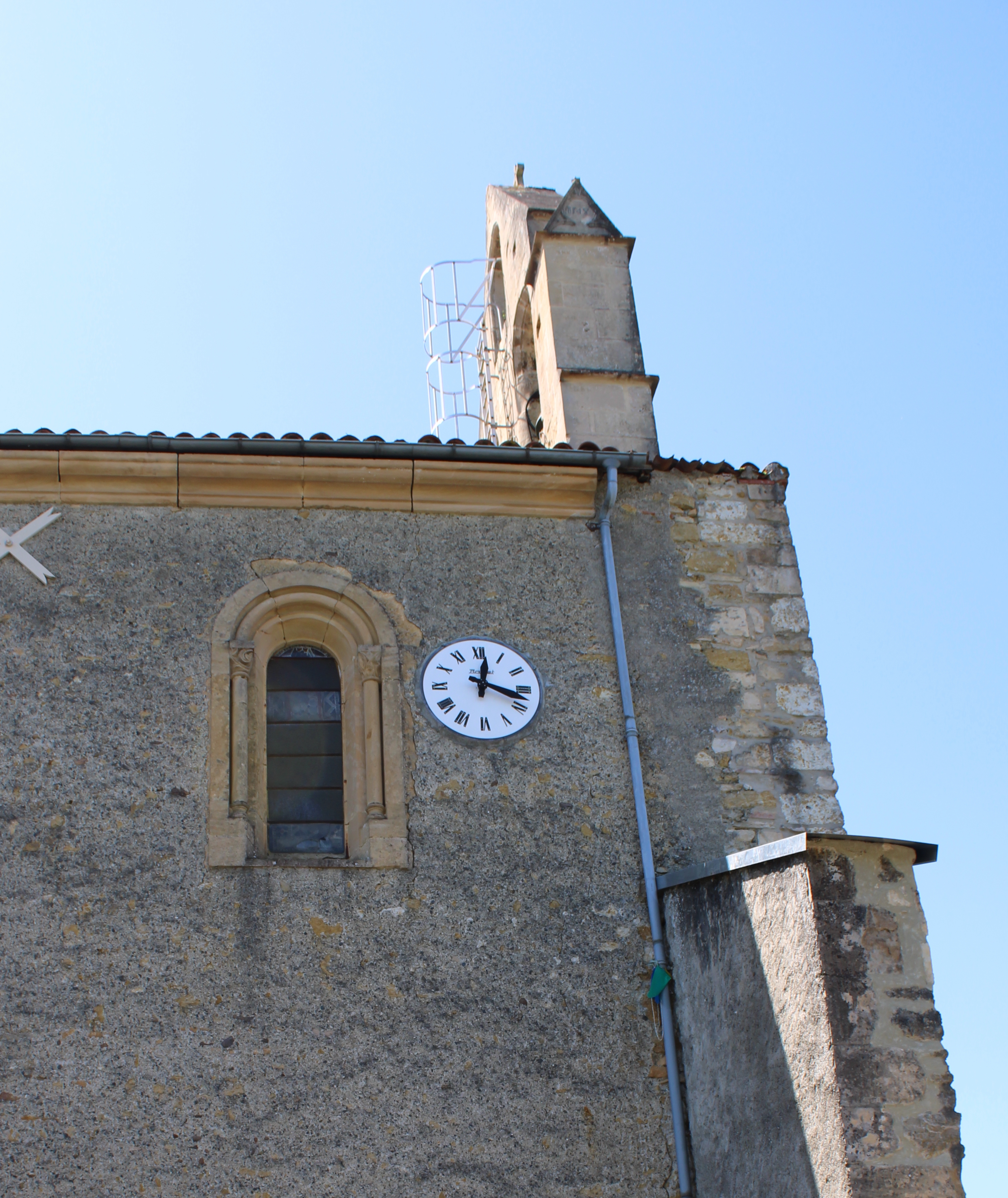
Côté nord et l'horloge.
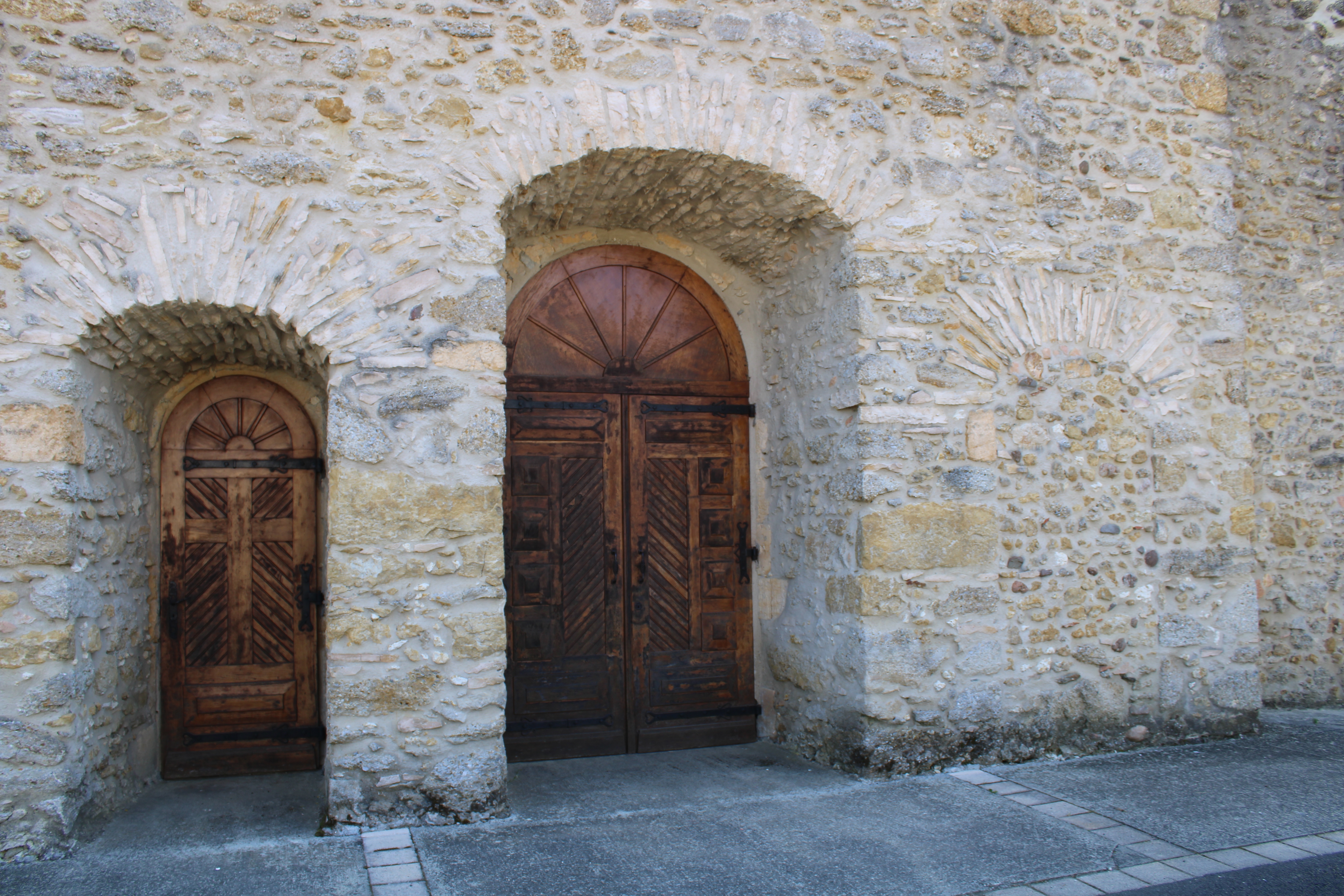
Les deux porches de l'église; le porche sud a été muré.

### Personnalités liées à la commune
- Jean Suberville, professeur de lettres classiques à Sainte-Croix de Neuilly, poète, dramaturge, docteur en gasconade, reconnu pour son Cyrano de Bergerac aux tranchées[34], né dans la commune.